# Thamnotettix puellus
Thamnotettix puellus är en insektsart som beskrevs av Melichar 1911. Thamnotettix puellus ingår i släktet Thamnotettix och familjen dvärgstritar. Inga underarter finns listade i Catalogue of Life.